# Pape Sarr (Fußballspieler, 2002)
Pape Matar Sarr (* 14. September 2002 in Thiaroye sur Mer) ist ein senegalesischer Fußballspieler, der bei Tottenham Hotspur und der senegalesischen Nationalmannschaft spielt.

## Karriere

### Verein
Sarr begann seine fußballerische Ausbildung bei der AS Génération Foot aus Dakar. 2020 wechselte er zum FC Metz. 2017/18 spielte er unter anderem in der CAF Champions League. In der Folgesaison im CAF Confederations Cup. 2019/20 machte er jedoch keine Spiele. Nach seinem Wechsel zum FC Metz, debütierte er am 29. November 2020 (12. Spieltag), als Einwechselspieler gegen Stade Brest. Im Rückspiel gegen Brest stand er in der Startelf und schoss bei einem 4:2-Sieg sein erstes Profitor. In der gesamten Saison spielte er immer häufiger und traf auch öfters.
Ende August wechselte er für ungefähr 15 Millionen Euro zu Tottenham Hotspur, wurde jedoch noch bis zum Saisonende an den FC Metz verliehen. Zur Saison 2022/23 stieß er schließlich zum Kader der Spurs hinzu, spielte jedoch keine große Rolle und kam auf letztlich 17 Pflichtspieleinsätze, davon 11 in der Premier League. Zu Beginn der Spielzeit 2023/24 übernahm Ange Postecoglu den Trainerposten der Spurs und unter dem neuen Coach entwickelte sich Sarr in der ersten Saisonphase zum Leistungsträger und Stammspieler im zentralen Mittelfeld. Sein erstes Premier-League-Tor erzielte er am 2. Spieltag beim 2:0-Heimsieg gegen Manchester United.

### Nationalmannschaft
Sarr spielte mit der U17 Senegals beim U-17-Afrika-Cup 2019 und der U17-WM.
Am 26. März 2021 debütierte er gegen die Republik Kongo in einem Afrika-Cup-Qualifikationsspiel für die A-Nationalmannschaft in der Startformation (0:0). Mit einem Einsatz im Halbfinale für ihn persönlich gewann er mit dem Nationalteam den Afrika-Cup 2022.

## Erfolge
- Afrika-Cup-Sieger: 2022
- Europa-League-Sieger: 2025